# Club bretón

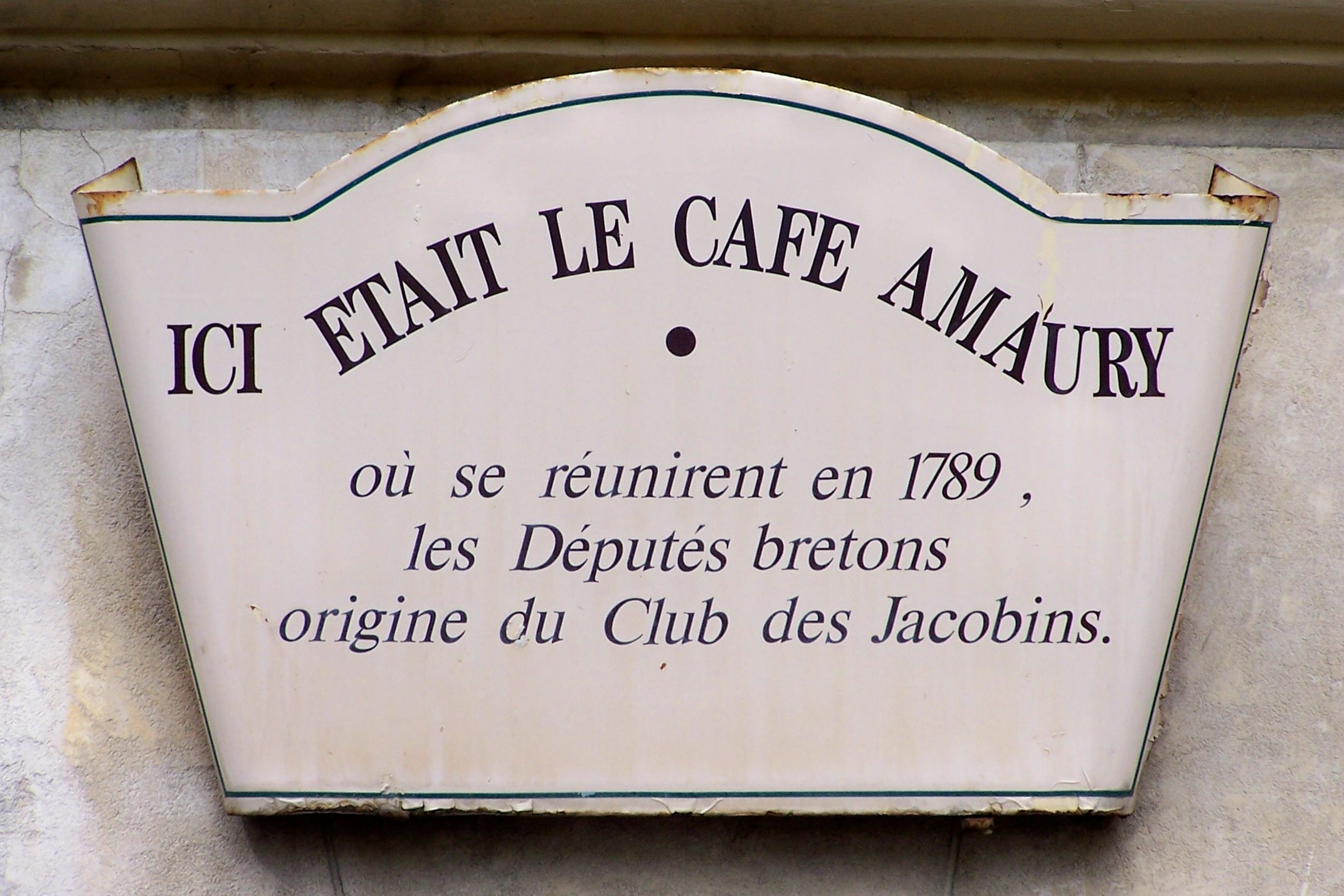
Cartel informativo en la fachada del antiguo café Amaury, en Versailles.

El Club Bretón designa a un grupo de diputados de Bretaña (Francia) elegidos para participar en los Estados Generales de 1789, quienes adquirieron el hábito de reunirse en el café Amaury, sito en el n° 36 de la Avenida de Saint-Cloud, en Versalles, para allí «intercambiar ideas y concertar posiciones sobre los diferentes asuntos que debían ser tratados en las posteriores reuniones formales». La reivindicaciones y la cohesión de este grupo tuvieron su origen en las Journée des bricoles (el enfrentamiento violento los días 26 y 27 de enero de 1789 entre miembros y sicarios de la nobleza bretona y jóvenes del Tercer Estado en la plaza del Parlamento de Bretaña en Rennes, que se saldó con decenas de heridos de los dos bandos y dos muertos, del lado aristocrático), acontecimiento que la historiografía suele considerar como un claro antecedente de la Revolución francesa.
Su influencia fue muy superior a la que hubiera sugerido su tamaño, abarcando incluso asuntos no estrictamente locales, ya que fue la semilla que generó la Société des amis de la Constitution, futuro Club de los Jacobinos.

## Antecedentes en Bretaña
Los diputados bretones habían adquirido el hábito de estudiar y decidir lo que posteriormente se debatiría en los Estados de Bretaña. Estas discusiones y concertaciones anticipadas —fuera de las reuniones de las sesiones de los Estados Generales en el Parlamento de Bretaña— transformó en hábito que diputados y suplentes «se fueran reuniendo en el lugar donde se realizarían las asambleas, hasta diez días antes de las mismas, para una mejor coordinación interna, y también para concertar con diputados de otras ciudades, por ejemplo respecto de la redacción de memorias y resoluciones necesarias y útiles en la defensa de los verdaderos intereses del Tercer Estado». Los 150 delegados de parroquias y corporaciones bretonas, asimismo tenían el derecho de juntarse para desarrollar deliberaciones preparatorias, cuando los asuntos serían resueltos a pluralidad de votos, para interesar a los diputados e interiorizarles sobre aspectos particulares y repercusiones locales.
La situación electoral bretona en 1789 difería de la del resto de Francia, ya que, dada la ausencia de entendimiento entre los representantes de las diferentes órdenes, la nobleza y el alto clero se negaron a enviar diputados a Versalles y solamente el Tercer Estado y el bajo clero bretón estaban representados en los Estados Generales. Ante la convocatoria a los Estados Generales, la nobleza bretona había enviado delegados a Versalles con la intención de que la elección de los "tiers" (comunes) se hiciera según las reglas electorales de la antigua Constitución de Bretaña, que estipulaba que los diputados del «tiers bretón» a los Estados Bretones fueran nombrados en el seno de los Estados Provinciales por los 47 representantes de las 42 ciudades de la provincia, con exclusión de los burgos y de las zonas rurales, y además, no acordando ninguna representación al bajo clero. El Tercer Estado bretón envío también una delegación a París, para reclamar que sus diputados se eligieran por bailías. Obtuvieron satisfacción: se les concedieron 44 diputados y una representación para el bajo clero. La nobleza y el alto clero respondieron negándose, el 16 de abril de 1789 en Saint-Brieuc, a elegir diputados porque consideraban que se había violado la Constitución bretona. En consecuencia, el bajo clero ocupó todos los escaños destinados al clero mientras el Tercer Estado prohibía a los nobles que entraran en su orden. Por ese motivo Isaac Le Chapelier renunció a su título de nobleza recién adquirido.
Bretaña mantenía la costumbre de convocar sus Estados cada dos años, y muchos de los diputados bretones a los Estados Generales de Versalles habían participado en los Estados de Bretaña que se habían reunido de diciembre de 1788 a enero de 1789. Estos sirvieron en cierta medida de ensayo general ya que los temas debatidos en Bretaña fueron los mismos que los debatidos en Versalles, y por ese motivo los cuadernos de quejas de Bretaña contenían peticiones de reformas muy elaboradas: separación de poderes, voto por cabeza, derecho de votar leyes e impuestos, igualdad ante la fiscalidad, supresión del feudalismo, de los tres estamentos, de las jurisdicciones especiales y de los intendentes del rey, creación de una constitución, limitación del poder del rey, gratuidad de la justicia, creación de escuelas en el ámbito rural, acceso a las universidades por concurso, sumisión del clero a los impuestos, libertad de prensa. Algunos de los diputados bretones como Le Chapelier, Glezen, Lanjuinais y Blin, acostumbrados a combatir los privilegios de la nobleza y del clero en su provincia, obraron en la misma dirección una vez en Versalles.

## Creación y actividad
En los días previos a la apertura de los Estados Generales, el 5 de mayo de 1789 en Versalles, los diputados bretones del Tercer Estado, al igual que los diputados de las distintas provincias francesas, se alojaban en puntos diseminados por la ciudad. El 27 de abril dos de ellos, Jacques Defermon des Chapelières y Jean-Denis Lanjuinais, les propusieron alquilar una sala en el centro de la ciudad donde compartir las últimas noticias recibidas y debatir de los temas que la Asamblea iba a tratar. El 29, alquilaron conjuntamente un salón con sala y jardín donde se juntaban diariamente. La iniciativa pronto se dio a conocer y en los días siguientes se les unieron diputados del Delfinado, del Franco Condado y de algunas provincias más, si bien los bretones, deseosos de preservar su dominio, no permitieron que participaran en los gastos de alquiler.
La sesiones preparatorias permitieron en seguida a la diputación bretona destacar en las sesiones de los Estados Generales, lo que les valió la denominación de «grenadiers des États généraux» («granaderos de los Estados Generales»). Si las demás diputaciones provinciales del Tercer Estado se mostraban divididas y muchos de sus miembros se dejaban corromper por oficiales de la Corte del Rey a cambio de dinero y promesas, los delegados bretones mostraban una unidad y solidaridad ejemplar. La primera cuestión debatida en el «salón bretón» fue defender el voto por cabeza en la Asamblea, en lugar del habitual voto por estamento que condenaba cualquier iniciativa del Tercer Estado frente a la tradicional oposición de la nobleza y del clero, un tema clave que preocupaba a buena parte de los diputados. Dubois-Crancé convenció entonces a Lanjuinais, que presidía el grupo bretón, de abrir las conferencias del club a todos para conformar una suerte de coalición interprovincial.
Muchos de los grandes nombres de la Revolución se inscribieron en el club: Mirabeau, Sieyès, Charles y Alexandre de Lameth, Volney, el abate Grégoire, Pétion, Antoine Barnave, Adrien Duport, Reveillère-Dupeaus, el duque de Aiguillon y Robespierre. Hubo que buscar un local más amplio y lo encontraron en el 36 de la avenida de Saint-Cloud, en el café Amaury.
Antes de cada sesión de la Asamblea, el Club se reunía para definir las medidas que habrían de ser aprobadas, las tácticas que habían de adoptar y el papel de cada uno para lograrlo. El Club Bretón está detrás de las grandes conquistas del Tercer Estado en el inicio de la Revolución: prepararon la sesión del Juramento del Juego de Pelota que dio nacimiento a la primera Asamblea Nacional francesa, y la famosa noche del 4 de agosto de 1789, en la que se aprobó la abolición de los privilegios.
Cuando en las jornadas de los 5 y 6 de octubre de 1789 se trasladó a la familia real del palacio de Versalles al palacio de las Tullerías, en el centro de la capital, el poder político se desplazó a París. La Asamblea Constituyente les siguió a los pocos días, y el Club Bretón tuvo que instalarse a proximidad. Encontró unos locales suficientemente amplios en el monasterio de los Jacobinos, calle Saint-Honoré. Pronto el trabajo de los diputados en las diversas comisiones que la Asamblea Constituyente había establecido no les dejaba tiempo para seguir las reuniones del Club, por lo que se decidió aceptar a no diputados. El número de afiliados creció rápidamente y el club se vio obligado a establecer reglamentos y filiales. Alejándose del núcleo original, el Club empezó a ser llamado «de los Jacobinos» por sus detractores monárquicos, y algunos de sus primeros miembros se pasaron al Club de los Feuillants.